# Rochedo de Gibraltar
O Rochedo de Gibraltar (em inglês Rock of Gibraltar) ou Coluna de Hércules é um rochedo com 427 metros de altitude, localizado no território britânico ultramarino de Gibraltar, no extremo sul da Península Ibérica, dominando o Estreito de Gibraltar.
A maior parte do rochedo é área abrangida por uma reserva natural, onde vivem cerca de 250 macacos-de-gibraltar, os únicos macacos selvagens da Europa.

## Geologia
O Rochedo de Gibraltar é um monolito promontório de calcário. Esta curiosa formação geológica formou-se quando a placa tectónica africana colidiu com a da Europa.

## Turismo
O Rochedo é um ponto turístico muito visitado não só devido aos macacos que aí vivem como também pelas fortificações que são mantidas realisticamente como eram no século XVIII (e que resistiram sempre ao longo dos séculos, mesmo durante o Grande Cerco de Gibraltar), pelas grutas de São Miguel (Saint Michael caves) e pela esplêndida vista sobre o estreito e costas europeia e africana.

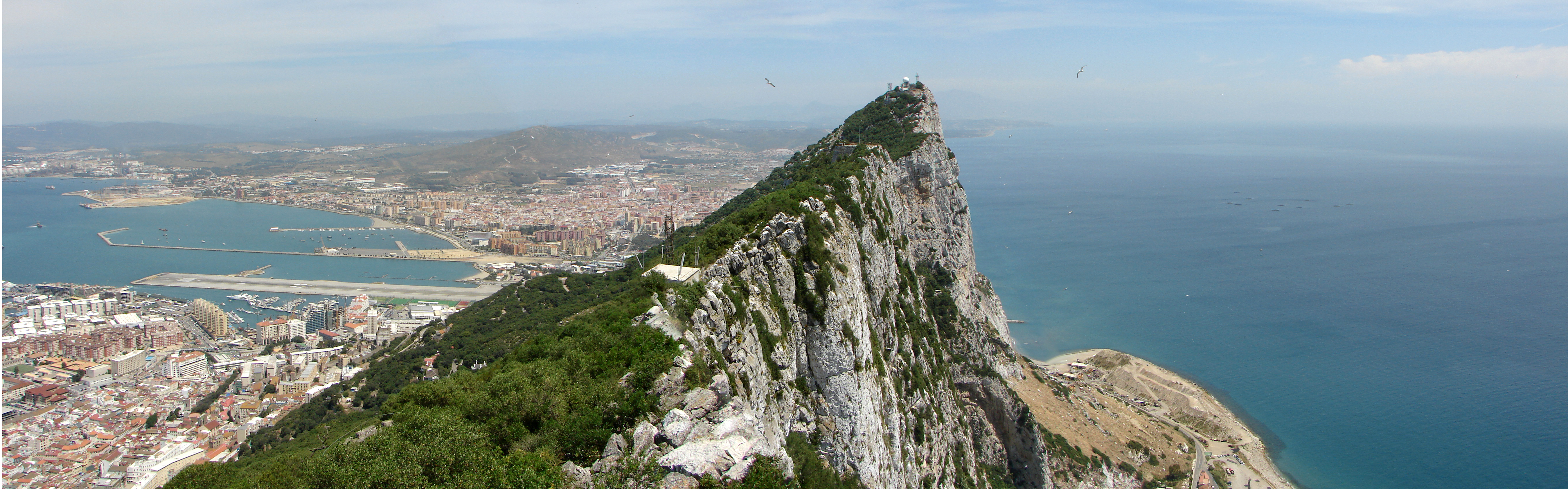
Vista panorâmica do topo do rochedo.